# Cersay
Cersay foi uma comuna francesa na região administrativa da Nova Aquitânia, no departamento de Deux-Sèvres. Estendia-se por uma área de 36,78 km². Em 2010 a comuna tinha 2 155 habitantes (densidade: 58,6 hab./km²).
Em 1 de janeiro de 2017, passou a formar parte da nova comuna de Val en Vignes.